# Zenóbia
Zenóbia (em grego: Ζηνοβία; romaniz.: Zēnobía; em palmireno: , Btzby; em aramaico: בת זבי; romaniz.: Bat-Zabbai; em árabe: الزباء; romaniz.: al-Zabbā’; ca. 240 - após 274) foi uma Augusta (Imperatriz) do Império de Palmira. Muitas lendas cercam sua ancestralidade; provavelmente não era uma comum e se casou com o governante da cidade, Odenato (r. 252–267). Seu marido tornou-se rei em 260, elevando Palmira ao poder supremo no Oriente Próximo ao derrotar o Império Sassânida e restabelecer a fronteira oriental do Império Romano. Após o assassinato de Odenato em 267, Zenóbia tornou-se regente de seu filho Vabalato e manteve, de facto, o poder por todo seu reinado.
Em 270, lançou uma invasão que trouxe boa parte o oriente romano sob seu controle e culminou na anexação do Egito. Em meados de 271, seu reino se estendia de Ancira, na Anatólia Central, ao sul do Egito, mas permaneceu nominalmente subordinada a Roma. Porém, em reação a campanha do imperador Aureliano (r. 270–275) em 272, Zenóbia declarou seu filho imperador e assumiu o título de imperatriz (declarando a secessão de Palmira em relação a Roma). Os romanos vencem após pesada luta; a rainha foi sitiada em sua capital e capturada por Aureliano, que exilou-a para Roma onde ficou o resto de sua vida. Após sua derrota, os palmirenos tentam restabelecer a autonomia de Palmira nomeando seu filho Sétimo Antíoco num golpe fracassado.
Zenóbia era culta e promoveu um ambiente intelectual em sua corte, aberto a acadêmicos e filósofos. Era tolerante com seus súditos e protegia as minorias religiosas. A rainha manteve uma administração estável, governando um império multiétnico e multicultural. Ela morreu depois de 274 e muitos contos foram registrados sobre seu destino. Sua ascensão e queda inspiraram historiadores, artistas e romancistas, e ela é uma heroína nacional na Síria.

## Nome e aparência
| “ | Sua face era negra e de tom escuro, seus olhos eram negros e poderosos além do habitual afeito, seu espírito era divinamente grande e sua beleza incrível. Tão brancos eram seus dentes que vários achavam que tinha pérolas no lugar dos dentes. | ” |
|   | — História Augusta. |   |

Zenóbia nasceu ca. 240/241. Portava o gentilício (sobrenome) Sétima[a] e seu nome palmireno era Bate-Zabai (Bat-Zabbai, escrito Btzby no alfabeto palmireno; era aramaico para "Filha de Zabai"). Em grego — a segunda língua e língua diplomática de Palmira, usada em muitas inscrições palmirenas — usou Zenóbia ("aquela cuja vida deriva de Zeus"). O historiador do século IX Tabari, num relato sobretudo ficcional, escreveu que o nome da rainha era Naila Alzaba (Na'ila al-Zabba). Em fontes maniqueístas, sobretudo textos em sogdiano do oásis de Turpã reunidos na série Berliner Turfantexte (1971), chamava-se "Tadi".
Em Palmira, nomes como Zabeida, Zabdila, Zabai ou Zabda eram comumente transformados em "Zenóbio" (masculino) e "Zenóbia" (feminino) quando escritos em grego. O historiador Victor Duruy acreditou que a rainha usou o nome grego como uma tradução de seu nome nativo em deferência a seus súditos gregos. Nenhuma estátua contemporânea de Zenóbia foi encontrada em Palmira ou outras regiões, apenas inscrições em bases de estátuas; muitas das representações conhecidas são retratos idealizados encontrados em moedas. Esculturas palmirenas eram normalmente impessoais, como as gregas e romanas: uma estátua sua daria uma noção de seu estilo em vestimentas e jóias, mas não revelaria sua verdadeira aparência. O estudioso britânico William Wright visitou Palmira próximo ao fim do século XIX na busca vã de uma escultura da rainha.
Além da evidência arqueológica, sua vida foi registrada em diferentes fontes, mas muitas são imprecisas ou fabricadas; a História Augusta, coletânea romana tardia de biografias, é a fonte mais notável (embora não fiável) do período. O autor (ou autores) da História Augusta inventaram muitos eventos e cartas atribuídas a ela na ausência de fontes coetâneas. Não obstante, alguns relatos da História Augusta são corroborados por outras fontes e são mais credíveis. O cronista bizantino João Zonaras (século XII) é visto como importante fonte à vida dela.

## Origens, família a primeiros anos
A sociedade palmirena era uma amálgama de tribos semíticas (sobretudos arameus e árabes) e Zenóbia não pode ser identificada com nenhum grupo; como palmirena, teria sangue aramaico-árabe. A informação sobre sua ancestralidade e conexões familiares imediatas é escassa e contraditória. Nada se sabe sobre sua mãe, e a identidade de seu pai é debatida. Fontes maniqueístas citam uma "Nafixa", irmã da "rainha de Palmira", mas essas fontes são confusas e Nafixa pode referir-se a Zenóbia: é questionável se sequer teve uma irmã. A História Augusta contém detalhes de seus primeiros anos, mas sua credibilidade é discutida. Segundo a fonte, o passatempo da rainha quando criança era caçar. Aparentemente não sendo plebeia, recebeu educação apropriada para uma nobre. Segundo a História Augusta, além da língua aramaico-palmirena materna, era fluente em egípcio e grego e falava latim. Com 14 anos (ca. 255), tornou-se a segunda esposa do senhor de Palmira Odenato (r. 252–267).

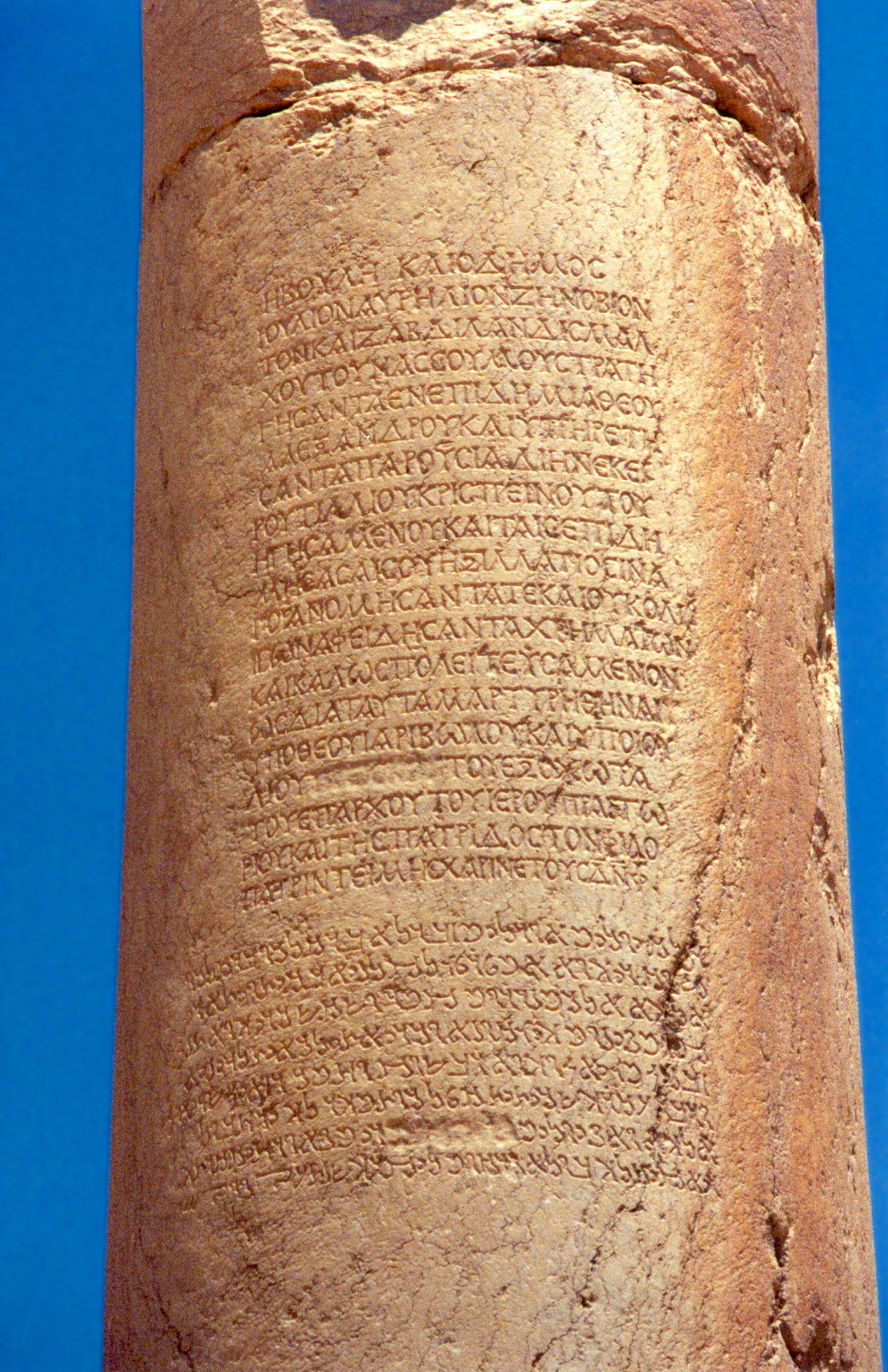
Inscrição honrando Júlio Aurélio Zenóbio, que se pensa ser pai de Zenóbia

### Evidência epigráfica contemporânea
Com base na evidência arqueológica, vários homens foram sugeridos pelos historiadores como seu pai: Júlio Aurélio Zenóbio aparece numa inscrição palmirena como estratego de Palmira em 231–232; com base na similaridade dos nomes, foi sugerido como seu pai pelo numismata Alfred von Sallet e outros. Outro argumento em favor da identificação de Zenóbio como seu pai é que sua estátua estava oposta aquela da rainha na Grande Colunata. Todavia, o único gentilício (nome de sua gente) que aparece nas inscrições de Zenóbia é "Sétima" (não "Júlia Aurélia", que ela teria utilizado se o gentilício de seu pai fosse Aurélio), e não se pode provar que ela mudou seu gentilício para Sétima após seu casamento.
Com base em seu nome palmireno, Bate-Zabai, seu pai podia se chamar Zabai; alternativamente, Zabai pode ter sido o nome de um ancestral mais distante. O historiador Trevor Bryce sugere que estava relacionada com Sétimo Zabai, o líder da guarnição de Palmira, que podia ser seu pai. Uma das inscrições dela registra-a como "Sétima Bate-Zabai, filha de Antíoco". A identidade de Antíoco não é conhecida com certeza: sua ancestralidade não é registrada em inscrições locais e o nome não era comum na cidade. Isso, combinado com o significado de seu nome palmireno, levou estudiosos como Harald Ingholt a especular que Antíoco podia ter sido um ancestral distante: o rei selêucida Antíoco IV ou Antíoco VII, cuja esposa era a ptolemaica Cleópatra Teia.
Na visão de Richard Stoneman, não teria criado uma ancestralidade obscura para conectá-la com os antigos reis macedônios: se uma ancestralidade fabricada era necessária, uma conexão mais direta teria sido inventada. Para Stoneman, "tinha razões para crer que [sua ancestralidade selêucida] era verdadeira. A historiadora Patricia Southern acredita, notando que Antíoco foi mencionado sem título real ou sugestão de grande linhagem, que era ancestral direto ou parente de um rei selêucida que viveu três séculos antes.

### Consorte

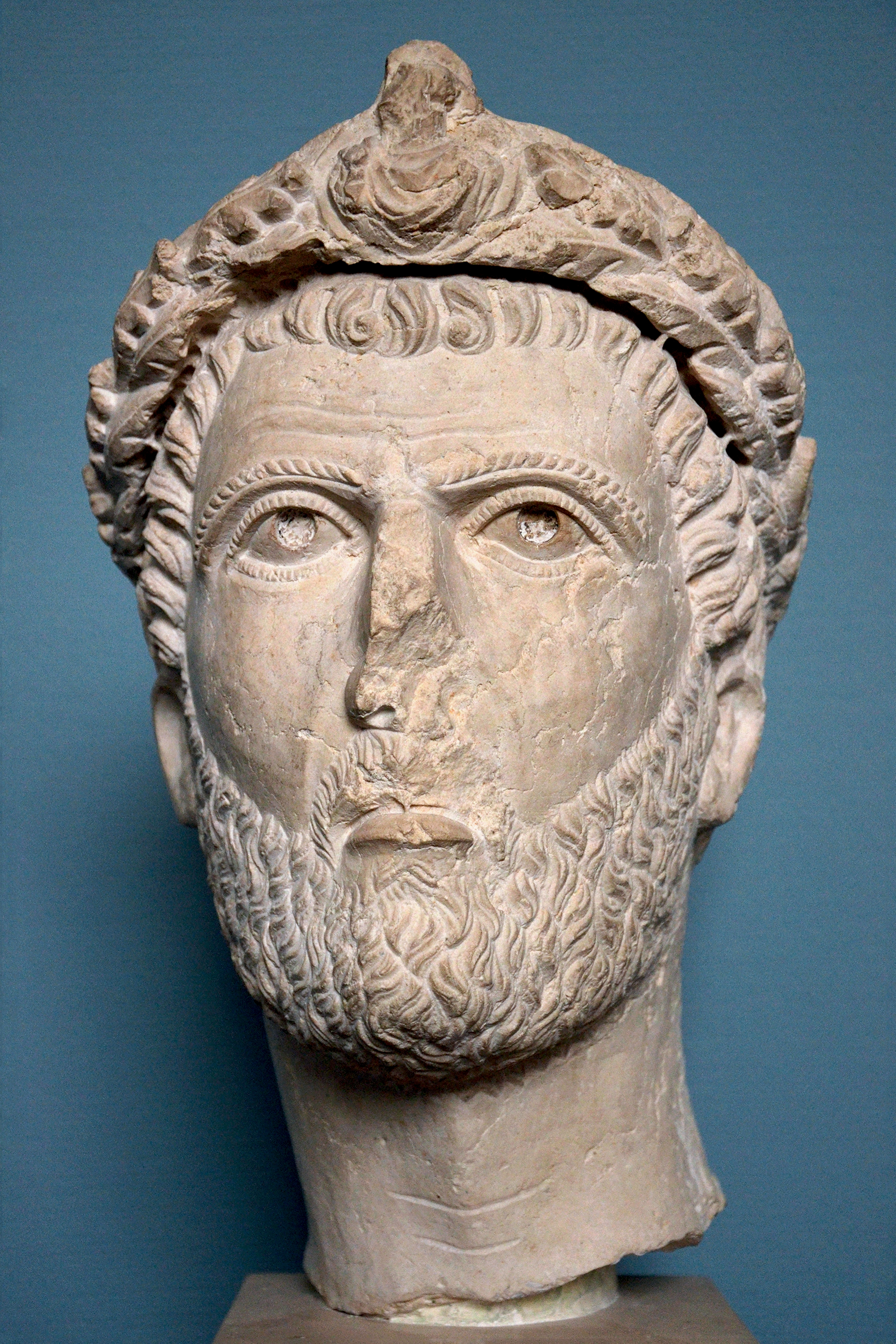
Busto de Odenato dos anos 250. Gliptoteca Ny Carlsberg

### Regente

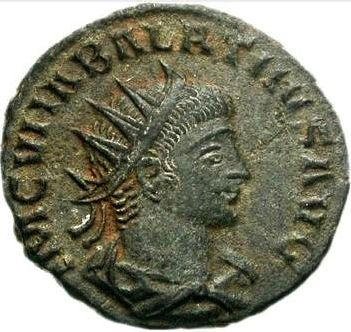
Antoniniano de 272 com efígie de Vabalato

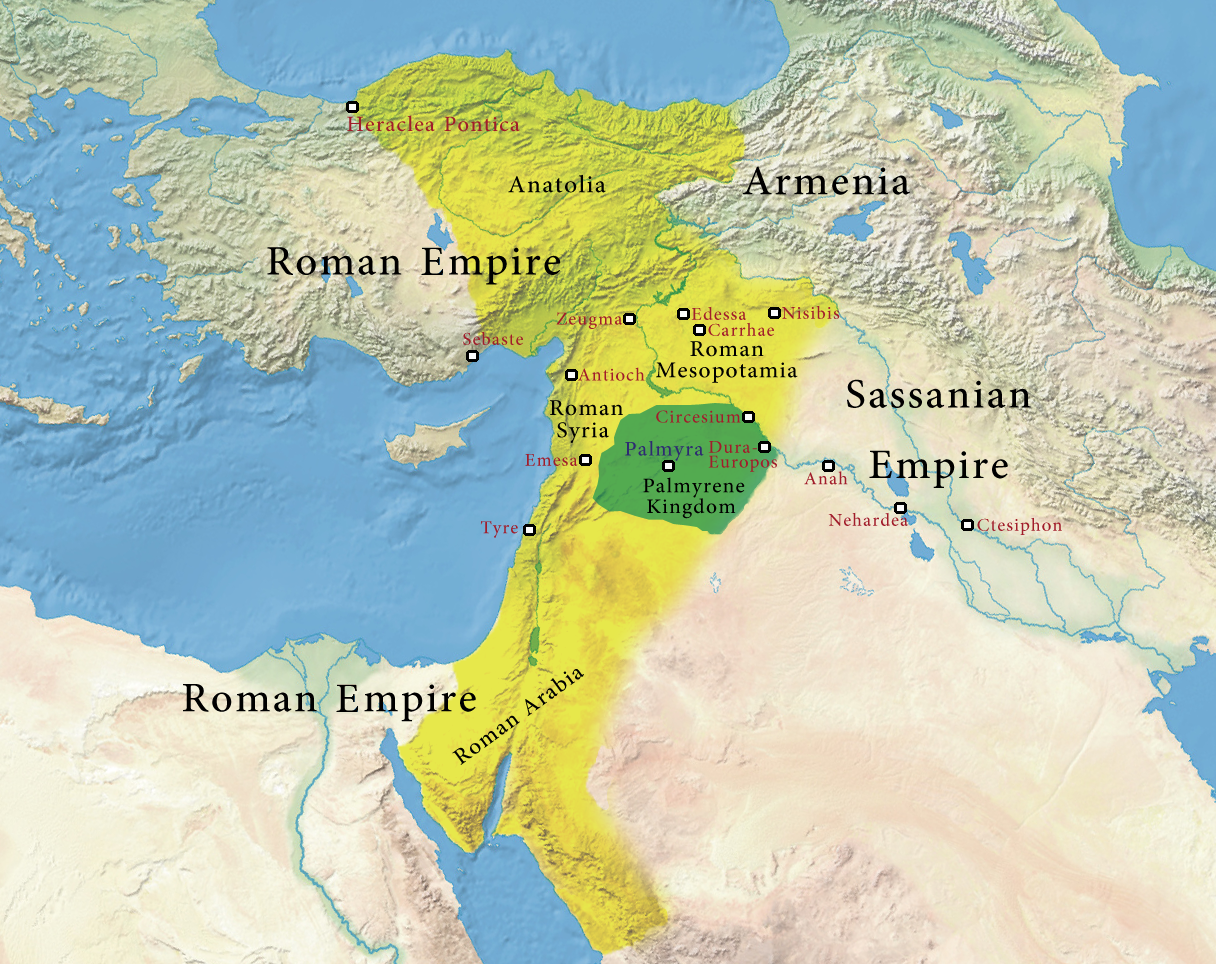
Regiões romana sob Odenato (amarelo) e Reino de Palmira (verde)

#### Início do reinado

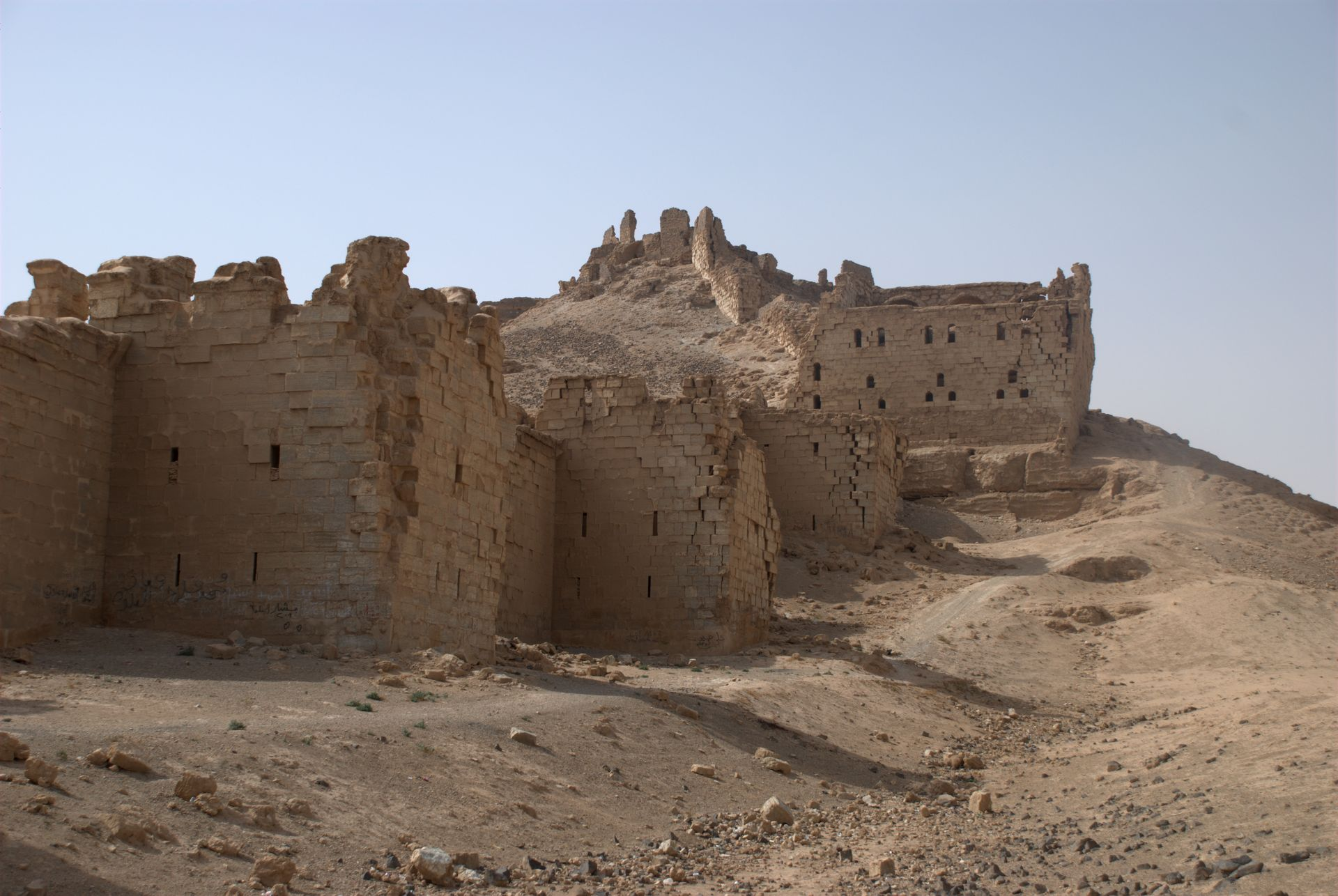
Ruínas da cidadela de Halabia (Zenóbia)

#### Expansão

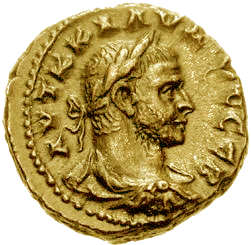
Áureo com busto de Cláudio Gótico

#### Síria e a invasão da Arábia Pétrea

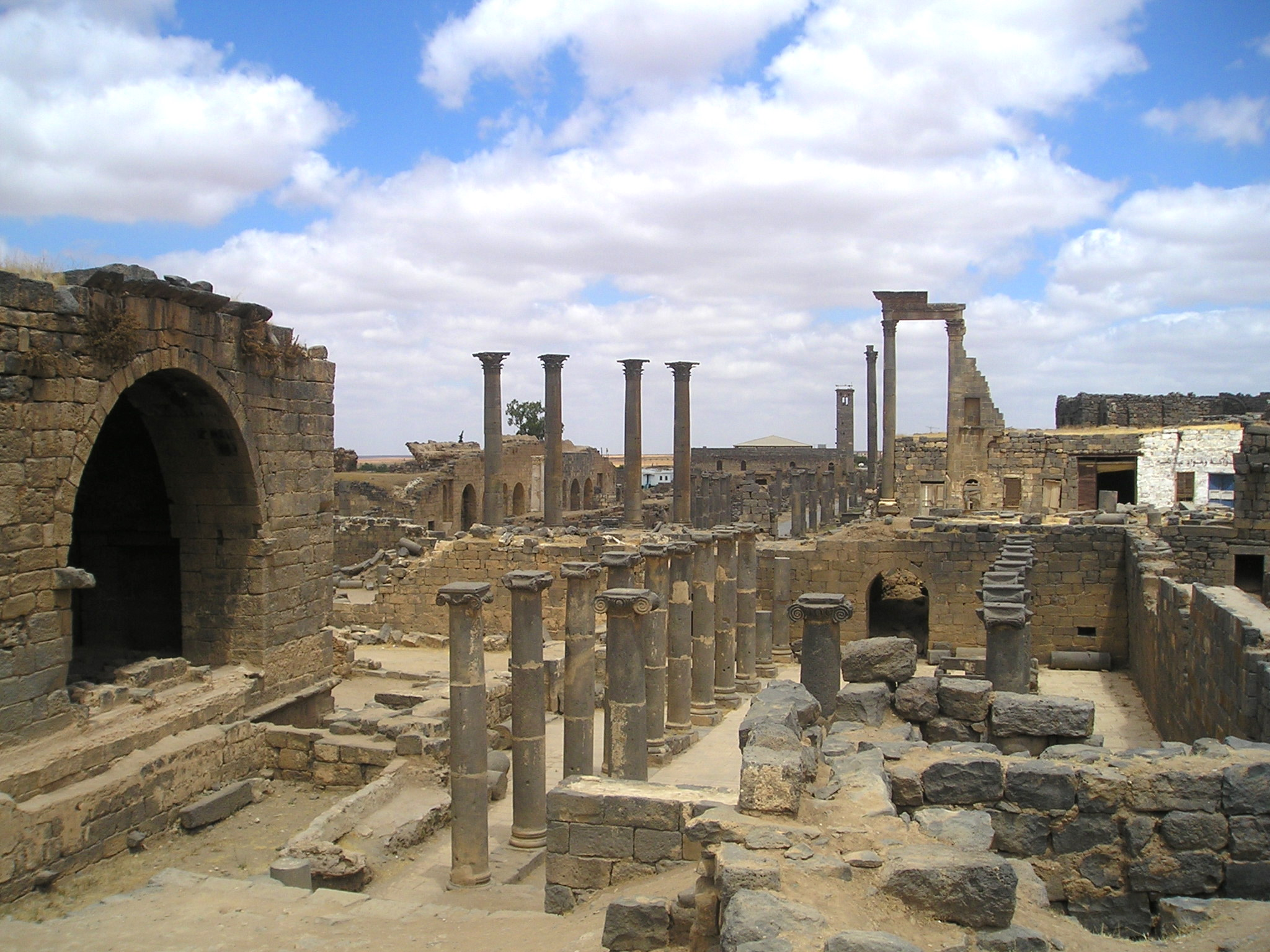
Bostra, saqueada em 270

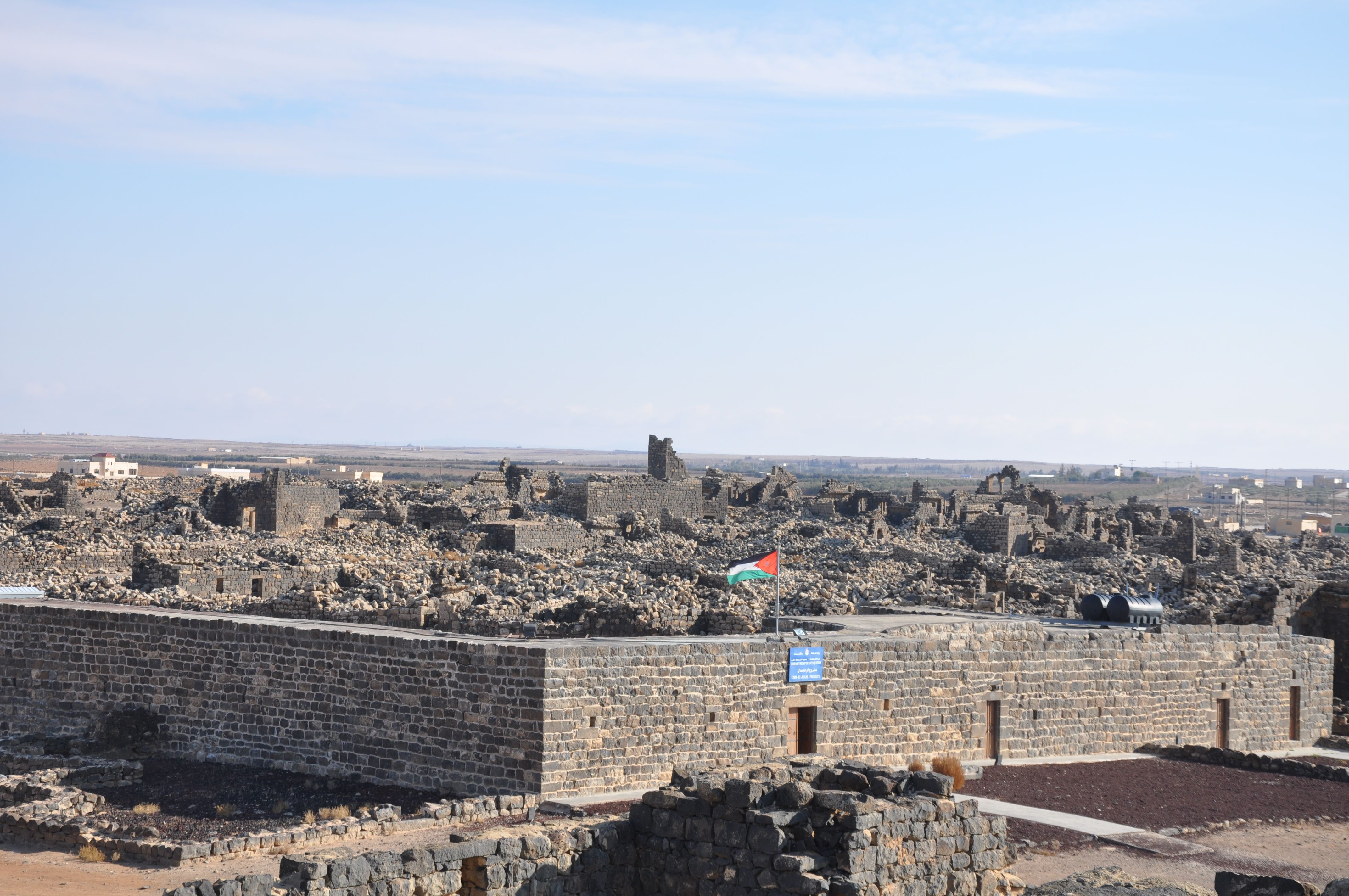
Umal Jimal

#### Anexação do Egito e campanhas na Ásia Menor

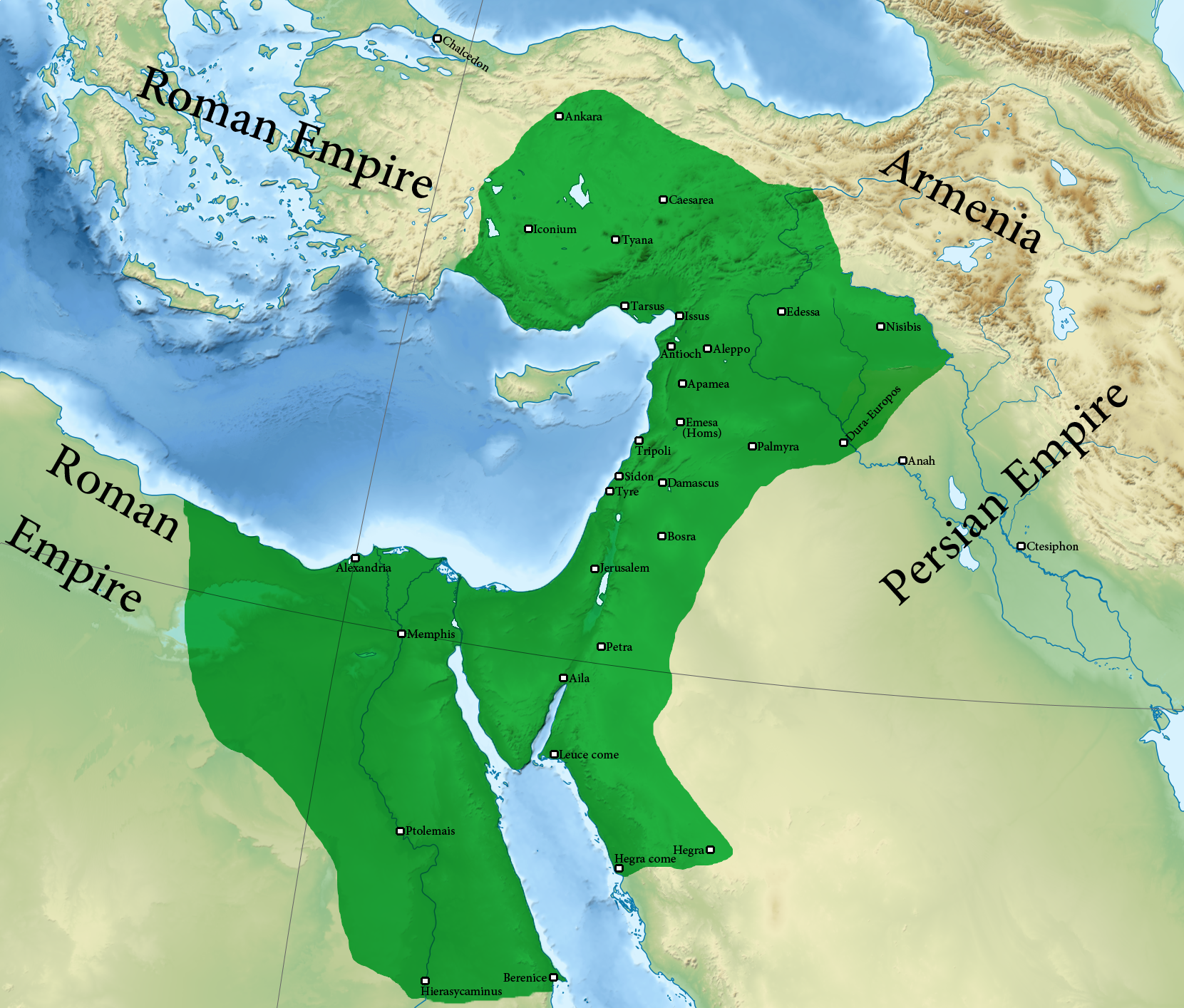
Império de Palmira

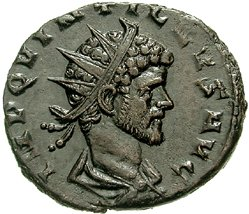
Antoniniano de 270 com efígie de Quintilo

#### Cultura

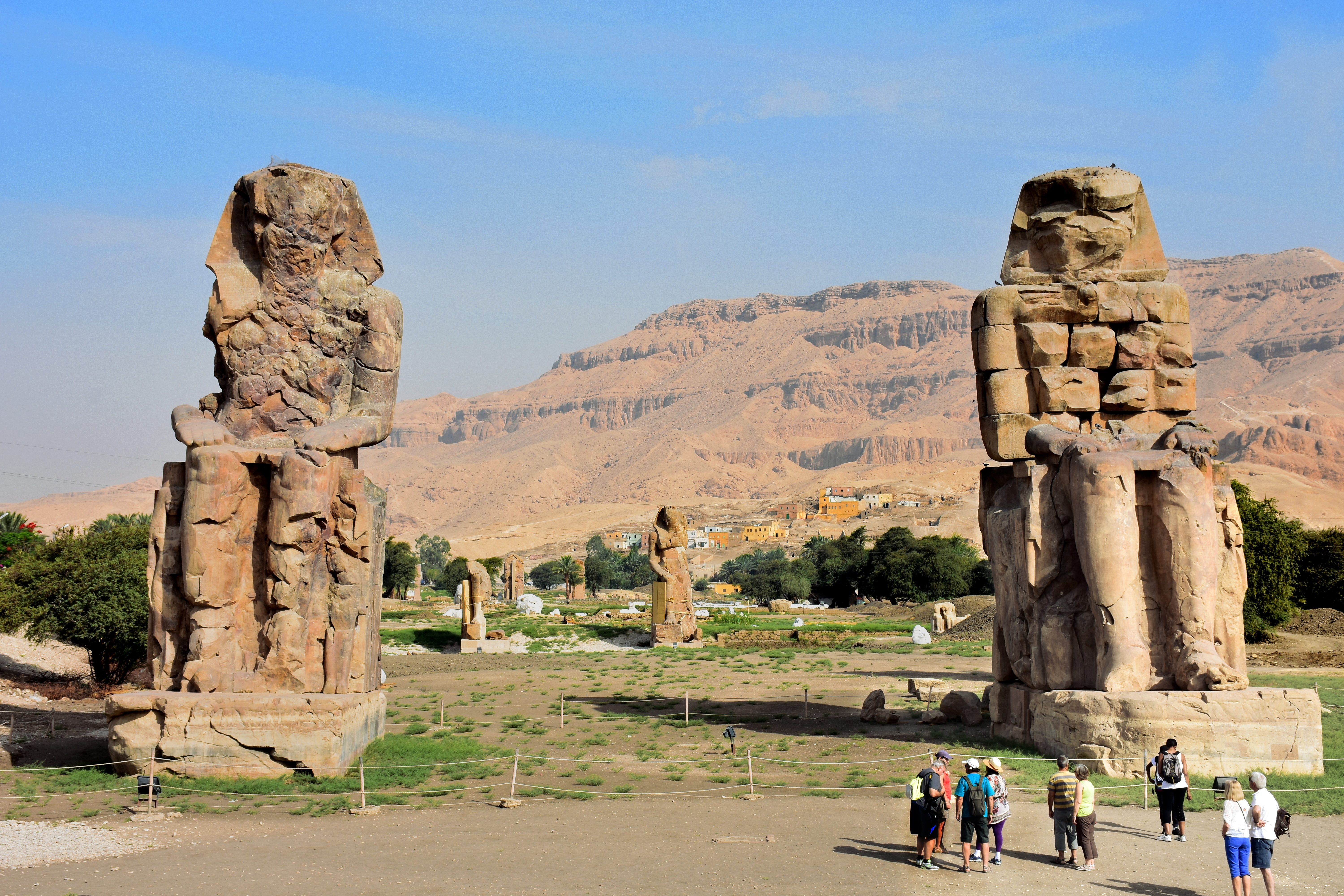
O colosso direito foi provavelmente restaurado por Zenóbia

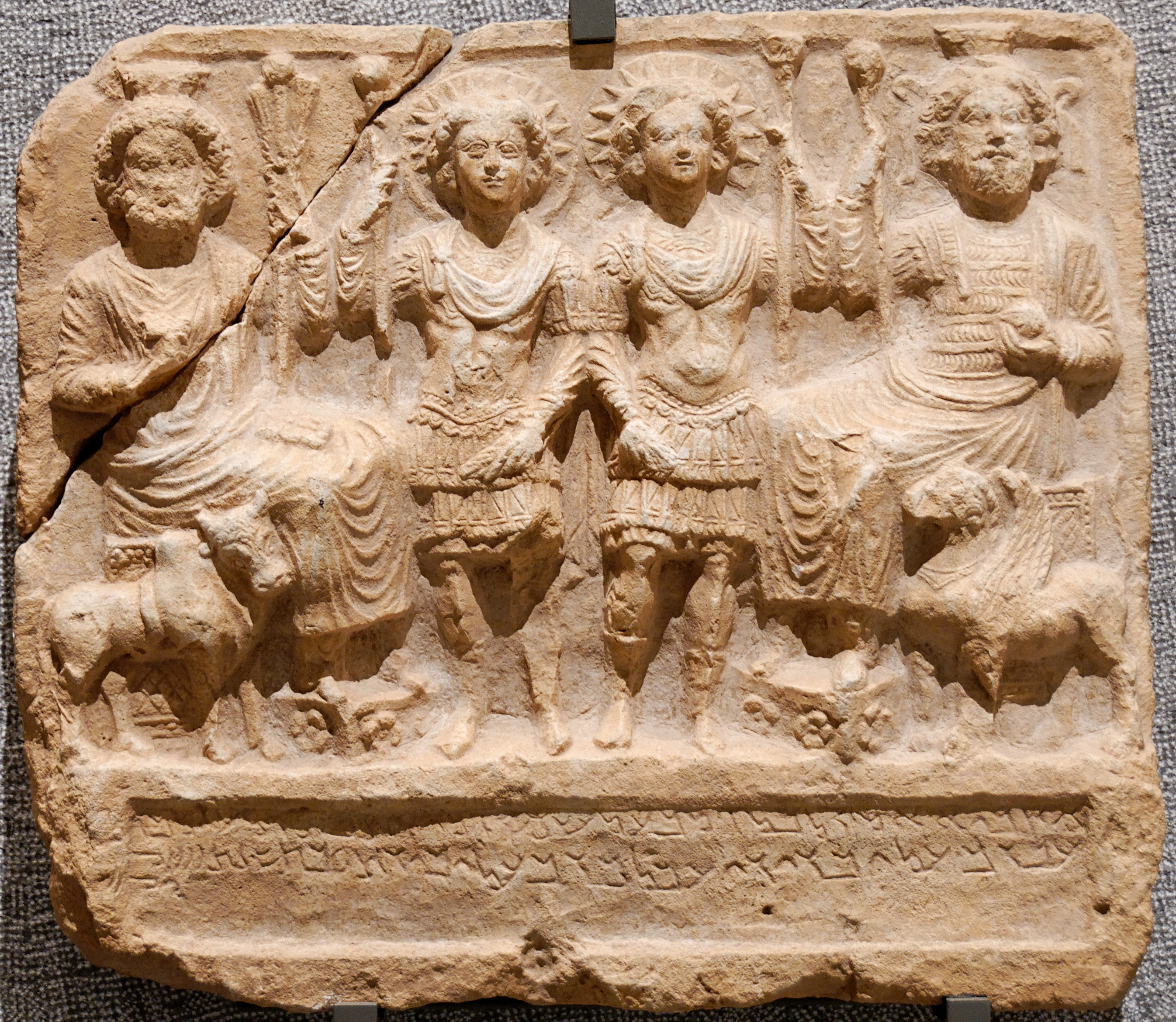
Relevo com os deuses palmirenos mais importantes (direita para esquerda): Bel, Iaribol, Aglibol e Baal-Xamim